# Svezia ai Giochi della XXI Olimpiade
La Svezia partecipò ai Giochi della XXI Olimpiade che si sono svolti a Montréal dal 17 luglio al 1º agosto 1976, con una delegazione di 116 atleti impegnati in 16 discipline per un totale di 90 competizioni. Portabandiera fu il lottatore Jan Karlsson, alla sua terza Olimpiade, che a Monaco di Baviera 1972 aveva conquistato due medaglie: argento nella lotta libera e bronzo nella lotta greco-romana.
Il bottino della squadra fu di quattro medaglie d'oro e una d'argento, che le valsero il dodicesimo posto nel medagliere complessivo.

## Medaglie
| Medaglia | Nome                                                                   | Sport            | Evento           |
| -------- | ---------------------------------------------------------------------- | ---------------- | ---------------- |
| Oro      | Anders Gärderud                                                        | Atletica leggera | 3000 siepi       |
| Oro      | Bernt Johansson                                                        | Ciclismo         | Spada a squadre  |
| Oro      | Hans Jacobson Carl von Essen Rolf Edling Göran Flodström Leif Högström | Scherma          | 400 misti        |
| Oro      | John Albrechtson Ingvar Hansson                                        | Vela             | Classe Tempest   |
| Argento  | Ulrika Knape                                                           | Tuffi            | Piattaforma 10 m |